# Palawanomys furvus
Palawanomys furvus је врста глодара из породице мишева (лат. Muridae).

## Распрострањење
Филипини су једино познато природно станиште врсте.

## Станиште
Врста Palawanomys furvus има станиште на копну.

## Угроженост
Подаци о распрострањености ове врсте су недовољни.

### Популациони тренд
Популациони тренд је за ову врсту непознат.